# Gran Premio de Catar de Motociclismo de 2010
El Gran Premio de Catar de Motociclismo de 2010 fue la primera prueba del Campeonato del Mundo de Motociclismo de 2010. Tuvo lugar en el fin de semana del 9 al 11 de abril de 2010 en el Circuito Internacional de Losail, situado en Doha, Catar. La carrera de MotoGP fue ganada por Valentino Rossi, seguido de Jorge Lorenzo y Andrea Dovizioso. Shoya Tomizawa ganó la prueba de Moto2, por delante de Alex Debón y Jules Cluzel. La carrera de 125cc fue ganada por Nicolás Terol, Efrén Vázquez fue segundo y Marc Márquez tercero.

## Resultados

### Resultados MotoGP
| Pos.            | N.º | Piloto           | Constructor | Vueltas | Tiempo    | Parrilla | Pts. |
| --------------- | --- | ---------------- | ----------- | ------- | --------- | -------- | ---- |
| 1               | 46  | Valentino Rossi  | Yamaha      | 22      | 42:50.099 | 2        | 25   |
| 2               | 99  | Jorge Lorenzo    | Yamaha      | 22      | +1.022    | 3        | 20   |
| 3               | 4   | Andrea Dovizioso | Honda       | 22      | +1.865    | 6        | 16   |
| 4               | 69  | Nicky Hayden     | Ducati      | 22      | +1.876    | 9        | 13   |
| 5               | 11  | Ben Spies        | Yamaha      | 22      | +3.903    | 11       | 11   |
| 6               | 14  | Randy de Puniet  | Honda       | 22      | +9.322    | 4        | 10   |
| 7               | 26  | Dani Pedrosa     | Honda       | 22      | +16.508   | 7        | 9    |
| 8               | 5   | Colin Edwards    | Yamaha      | 22      | +19.867   | 8        | 8    |
| 9               | 65  | Loris Capirossi  | Suzuki      | 22      | +20.893   | 5        | 7    |
| 10              | 7   | Hiroshi Aoyama   | Honda       | 22      | +21.100   | 10       | 6    |
| 11              | 58  | Marco Simoncelli | Honda       | 22      | +31.638   | 15       | 5    |
| 12              | 40  | Héctor Barberá   | Ducati      | 22      | +32.573   | 16       | 4    |
| 13              | 33  | Marco Melandri   | Honda       | 22      | +40.780   | 17       | 3    |
| Ret             | 19  | Álvaro Bautista  | Suzuki      | 21      | Caída     | 13       |      |
| Ret             | 41  | Aleix Espargaró  | Ducati      | 7       | Retirado  | 14       |      |
| Ret             | 27  | Casey Stoner     | Ducati      | 5       | Caída     | 1        |      |
| Ret             | 36  | Mika Kallio      | Ducati      | 2       | Caída     | 12       |      |
| Reporte Oficial |     |                  |             |         |           |          |      |

Notas:
- Pole Position :  Casey Stoner, 1:55.007
- Vuelta Rápida :  Casey Stoner, 1:55.537

### Resultados Moto2
| Pos.            | N.º | Piloto              | Constructor | Vueltas | Tiempo    | Parrilla | Pts. |
| --------------- | --- | ------------------- | ----------- | ------- | --------- | -------- | ---- |
| 1               | 48  | Shoya Tomizawa      | Suter       | 20      | 41:11.768 | 9        | 25   |
| 2               | 6   | Alex Debón          | FTR         | 20      | +4.656    | 8        | 20   |
| 3               | 16  | Jules Cluzel        | Suter       | 20      | +4.789    | 6        | 16   |
| 4               | 24  | Toni Elías          | Moriwaki    | 20      | +6.978    | 1        | 13   |
| 5               | 44  | Roberto Rolfo       | Suter       | 20      | +7.178    | 12       | 11   |
| 6               | 75  | Mattia Pasini       | Motobi      | 20      | +11.804   | 18       | 10   |
| 7               | 12  | Thomas Lüthi        | Moriwaki    | 20      | +11.861   | 16       | 9    |
| 8               | 3   | Simone Corsi        | Motobi      | 20      | +12.346   | 26       | 8    |
| 9               | 2   | Gábor Talmácsi      | Speed Up    | 20      | +13.821   | 14       | 7    |
| 10              | 40  | Sergio Gadea        | Pons Kalex  | 20      | +20.189   | 11       | 6    |
| 11              | 77  | Dominique Aegerter  | Suter       | 20      | +21.289   | 20       | 5    |
| 12              | 25  | Alex Baldolini      | I.C.P.      | 20      | +21.360   | 10       | 4    |
| 13              | 10  | Fonsi Nieto         | Moriwaki    | 20      | +21.835   | 24       | 3    |
| 14              | 17  | Karel Abraham       | RSV         | 20      | +21.973   | 23       | 2    |
| 15              | 52  | Lukáš Pešek         | Moriwaki    | 20      | +26.265   | 25       | 1    |
| 16              | 63  | Mike Di Meglio      | RSV         | 20      | +26.265   | 13       |      |
| 17              | 14  | Ratthapark Wilairot | Bimota      | 20      | +26.599   | 19       |      |
| 18              | 9   | Kenny Noyes         | Promoharris | 20      | +33.833   | 30       |      |
| 19              | 29  | Andrea Iannone      | Speed Up    | 20      | +33.895   | 21       |      |
| 20              | 71  | Claudio Corti       | Suter       | 20      | +40.992   | 28       |      |
| 21              | 41  | Arne Tode           | Suter       | 20      | +43.119   | 22       |      |
| 22              | 55  | Héctor Faubel       | Suter       | 20      | +43.249   | 32       |      |
| 23              | 45  | Scott Redding       | Suter       | 20      | +45.397   | 17       |      |
| 24              | 53  | Valentin Debise     | ADV         | 20      | +46.472   | 29       |      |
| 25              | 96  | Anthony Delhalle    | BQR-Moto2   | 20      | +51.157   | 38       |      |
| 26              | 61  | Vladimir Ivanov     | Moriwaki    | 20      | +54.252   | 33       |      |
| 27              | 59  | Niccolò Canepa      | Force GP210 | 20      | +54.631   | 15       |      |
| 28              | 39  | Robertino Pietri    | Suter       | 20      | +1:15.976 | 36       |      |
| 29              | 76  | Bernat Martínez     | Bimota      | 20      | +1:16.222 | 41       |      |
| 30              | 88  | Yannick Guerra      | Moriwaki    | 20      | +1:20.651 | 40       |      |
| 31              | 95  | Mashel Al Naimi     | BQR-Moto2   | 20      | +1:20.719 | 37       |      |
| 32              | 5   | Joan Olivé          | Promoharris | 20      | +1:41.990 | 34       |      |
| Ret             | 8   | Anthony West        | MZ-RE Honda | 8       | Caída     | 39       |      |
| Ret             | 72  | Yuki Takahashi      | Tech 3      | 7       | Caída     | 5        |      |
| Ret             | 21  | Vladimir Leonov     | Suter       | 7       | Caída     | 35       |      |
| Ret             | 68  | Yonny Hernández     | BQR-Moto2   | 3       | Retirado  | 27       |      |
| Ret             | 80  | Axel Pons           | Pons Kalex  | 3       | Caída     | 31       |      |
| Ret             | 35  | Raffaele De Rosa    | Tech 3      | 2       | Caída     | 7        |      |
| Ret             | 15  | Alex de Angelis     | Force GP210 | 0       | Caída     | 4        |      |
| Ret             | 60  | Julián Simón        | RSV         | 0       | Retirado  | 2        |      |
| Ret             | 65  | Stefan Bradl        | Suter       | 0       | Caída     | 3        |      |
| Reporte Oficial |     |                     |             |         |           |          |      |

Notas:
- Pole Position :  Toni Elías, 2:01.904
- Vuelta Rápida :  Thomas Lüthi, 2:02.537

## Resultados 125cc
| Pos.            | N.º | Piloto              | Constructor | Vueltas | Tiempo    | Parrilla | Pts. |
| --------------- | --- | ------------------- | ----------- | ------- | --------- | -------- | ---- |
| 1               | 40  | Nicolás Terol       | Aprilia     | 18      | 38:25.644 | 3        | 25   |
| 2               | 7   | Efrén Vázquez       | Derbi       | 18      | +2.395    | 4        | 20   |
| 3               | 93  | Marc Márquez        | Derbi       | 18      | +2.420    | 1        | 16   |
| 4               | 44  | Pol Espargaró       | Derbi       | 18      | +2.840    | 2        | 13   |
| 5               | 11  | Sandro Cortese      | Derbi       | 18      | +3.526    | 7        | 11   |
| 6               | 35  | Randy Krummenacher  | Aprilia     | 18      | +3.569    | 5        | 10   |
| 7               | 12  | Esteve Rabat        | Aprilia     | 18      | +3.692    | 10       | 9    |
| 8               | 38  | Bradley Smith       | Aprilia     | 18      | +13.719   | 9        | 8    |
| 9               | 71  | Tomoyoshi Koyama    | Aprilia     | 18      | +14.337   | 6        | 7    |
| 10              | 5   | Alexis Masbou       | Aprilia     | 18      | +15.917   | 8        | 6    |
| 11              | 99  | Danny Webb          | Aprilia     | 18      | +28.744   | 13       | 5    |
| 12              | 14  | Johann Zarco        | Aprilia     | 18      | +35.667   | 11       | 4    |
| 13              | 23  | Alberto Moncayo     | Aprilia     | 18      | +36.831   | 14       | 3    |
| 14              | 53  | Jasper Iwema        | Aprilia     | 18      | +36.854   | 12       | 2    |
| 15              | 94  | Jonas Folger        | Aprilia     | 18      | +38.899   | 18       | 1    |
| 16              | 78  | Marcel Schrötter    | Honda       | 18      | +38.991   | 15       |      |
| 17              | 69  | Louis Rossi         | Aprilia     | 18      | +42.056   | 19       |      |
| 18              | 50  | Sturla Fagerhaug    | Aprilia     | 18      | +51.351   | 16       |      |
| 19              | 84  | Jakub Kornfeil      | Aprilia     | 18      | +56.496   | 21       |      |
| 20              | 26  | Adrián Martín       | Aprilia     | 18      | +56.750   | 20       |      |
| 21              | 63  | Zulfahmi Khairuddin | Aprilia     | 18      | +1:21.998 | 17       |      |
| 22              | 87  | Luca Marconi        | Aprilia     | 18      | +1:32.074 | 24       |      |
| 23              | 80  | Quentin Jacquet     | Aprilia     | 18      | +1:52.842 | 25       |      |
| Ret             | 72  | Marco Ravaioli      | Lambretta   | 4       | Retirado  | 26       |      |
| Ret             | 39  | Luis Salom          | Lambretta   | 2       | Retirado  | 23       |      |
| Ret             | 32  | Lorenzo Savadori    | Aprilia     | 0       | Retirado  | 22       |      |
| Reporte Oficial |     |                     |             |         |           |          |      |

Notas:
- Pole position :  Marc Márquez, 2:06.651
- Vuelta Rápida :  Nicolás Terol, 2:06.674